# Croix de Dienne
La croix de Dienne est une croix monumentale située en France sur la commune de Dienne, en région Auvergne-Rhône-Alpes.

## Localisation
La croix se trouve dans le cimetière du village.

## Historique
Cette croix, probablement réalisée au cours du XVIe ou XVIIe siècle, présente une structure caractéristique de cette période, notamment par le mode d’assemblage de sa partie supérieure au fût, assuré par un anneau métallique.

### Protection
La croix est classée au titre des monuments historiques par arrêté du 24 juin 1983.

## Description
Ornée de volutes à ses extrémités, la croix présente sur une face le Christ en croix, accompagné de deux figures, sans doute la Vierge et saint Jean. L’autre face montre la Vierge entourée de deux petits personnages, probablement des saints locaux.